# 脱欢 (札剌儿氏)
脱欢（?—?），中国元朝官员，蒙古族札剌儿氏，其父千户脱端。
初袭父亲的职位，加武略将军。屡次随阿术攻打南宋，攻取鄂州、汉州等地，击破建康府、太平府，有功。奉命守卫扬子江桥堡，多次击败宋朝将军姜才，攻打扬州。在泥湖夺得宋军战船三十余艘。1276年，夺得高邮。1277年，授怀远大将军、太平路总管府达鲁花赤。随军北征只魯斡带。1278年，随河间王忽鲁歹、丞相孛罗西征，官至定远大将军、福州路达鲁花赤，在武昌路达鲁花赤任上去世。

## 传記資料
- 《元史》卷133